# Jean-Charles de Castelbajac

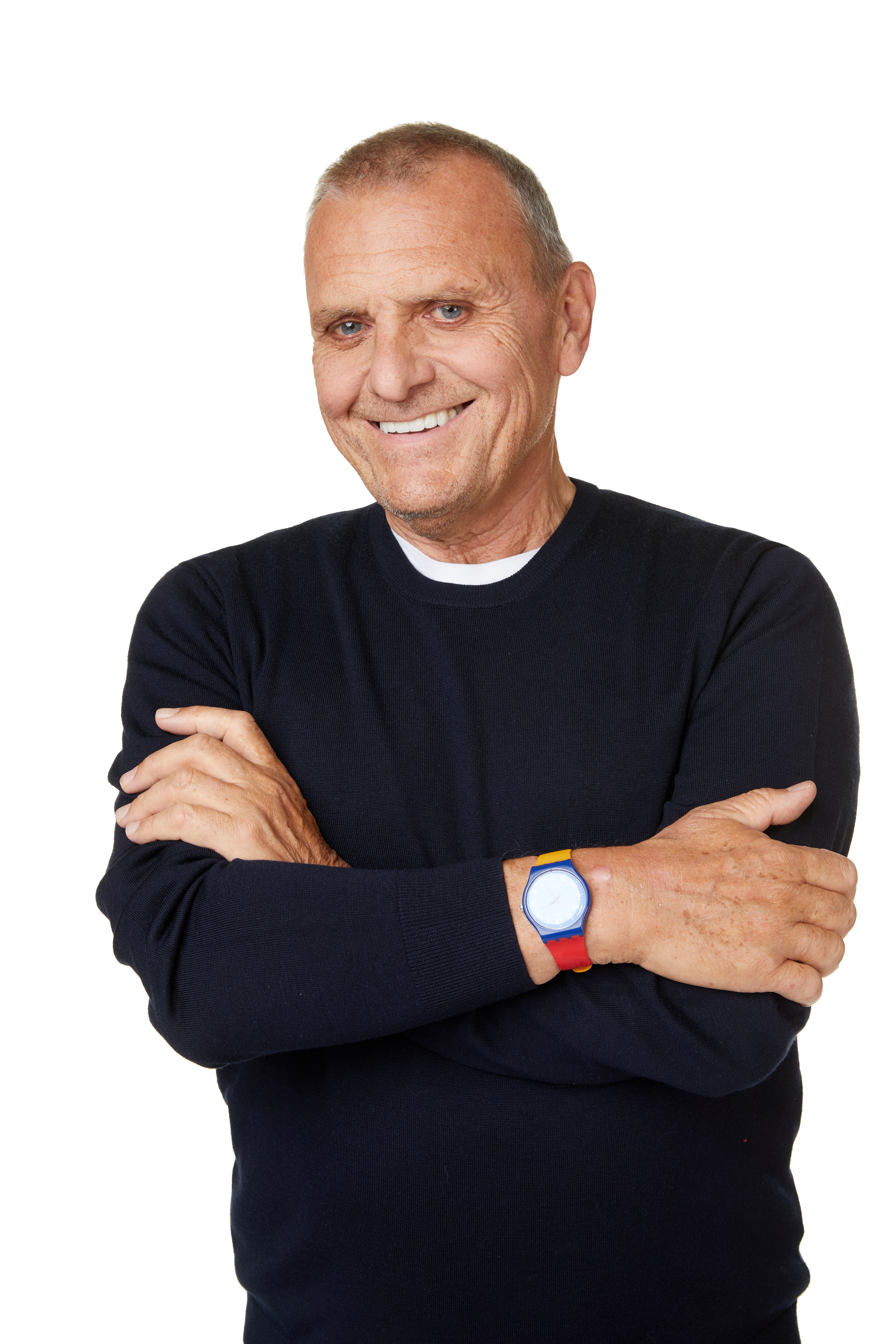
Jean-Charles de Castelbajac

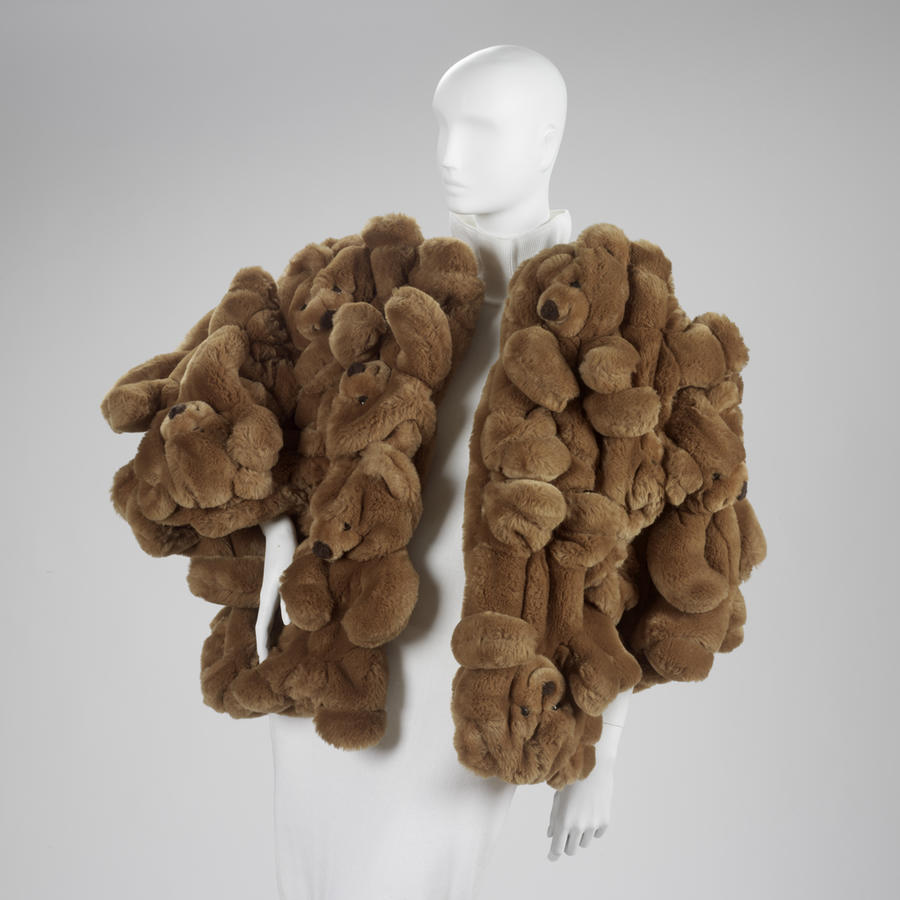
Arche de Noé (teddybeerjack), winter 1988-89 (RISD Museum)

Jean-Charles, markies de Castelbajac (geboren 28 november 1949), ook bekend als JC/DC,  is een Franse modeontwerper. Hij had internationale successen met een aantal van zijn creaties, waaronder een jas met teddyberen gedragen door popster Madonna en door supermodel Helena Christensen in de film Prêt-à-Porter, een jasje met pailletten voor Beyonce en een Donald Duck-kostuum. voor Rihanna. Tijdens zijn carrière raakte hij bevriend met en werkte hij samen met artiesten als Andy Warhol, Keith Haring, Jean Michel Basquiat, Malcolm McLaren, Robert Mapplethorpe, MIA, Cassette Playa, Curry & Coco, The Coconut Twins en Lady Gaga.

Zijn ontwerpen worden tentoongesteld in het New Yorkse Institute of Fashion and Technology, het Londense Victoria and Albert Museum en het Galliera Museum in Parijs. In 2015 ontwierp hij de muurschildering "Mural dor Orly Airport in Paris" met een oppervlakte van 3.700 m².
Naast zijn fantasierijke kledingcollecties ontwerpt hij ook interieurs en heeft hij een horloge ontworpen dat is geïnspireerd op de favoriet speelgoed uit zijn kindertijd, Lego. Hij heeft ook samengewerkt met Swatch, J.M. Weston, Ligne Roset, Petit Bateau, Citroën, Tecnica, K-way, Coca-Cola, Vilebrequin, Aigle en Palace skateboards.
De ontwerpen van De Castelbajac hebben de kenmerken regenboogkleuren gemeen. Een van de beste voorbeelden hiervan is de lijn die hij creëerde voor paus Johannes Paulus II, 500 bisschoppen en 5.000 priesters voor de Wereldjongerendag van 1997 in Parijs. 
Terwijl Keith Haring hem inwijdde in de straatkunst, drukt Jean-Charles de Castelbajac met krijt zijn poëtische stempel op de muren van de hoofdsteden van de wereld.
Zijn carrière als modeontwerper begon in 1968 samen met zijn moeder, toen hij Ko & Co creëerde. Het eerste 'manifest'-kledingstuk dat hij produceerde was een jas die hij maakte van de deken die hij gebruikte toen hij op kostschool zat. Hij richtte in 1978 maison Jean-Charles de Castelbajac op, dat hij in 2016 verliet. Tussen de jaren 1970 en de jaren 1990 was De Castelbajac ook artistiek directeur van modehuizen als Max Mara en Courrèges. In 1974 was hij medeoprichter van Iceberg. In 1979 ontwierp hij, geïnspireerd op de pop-art, cartoontruien die sindsdien iconisch zijn geworden.
In 2017 werkte hij samen met smartphonemaker OnePlus om een collectie uit te brengen genaamd de "Callection", die was gecentreerd rond een OnePlus 5-smartphone in beperkte oplage. In 2018 werd hij benoemd tot artistiek directeur van de Benetton Group. In 2019 werkte hij samen met Palace Skateboards om een collectie met kleding, hoeden en speelkaarten uit te brengen.